# トマトジュース
トマトジュース（英: tomato juice）とは、トマトをつぶして絞ったジュースである。日本農林規格 (JAS) では、「トマトを破砕して搾汁し、又は裏ごしし、皮、種子等を除去したもの又はこれに食塩を加えたもの」または「濃縮トマト（食塩以外のものを加えていないものに限る）を希釈して搾汁の状態に戻したもの又はこれに食塩を加えたもの」としている。

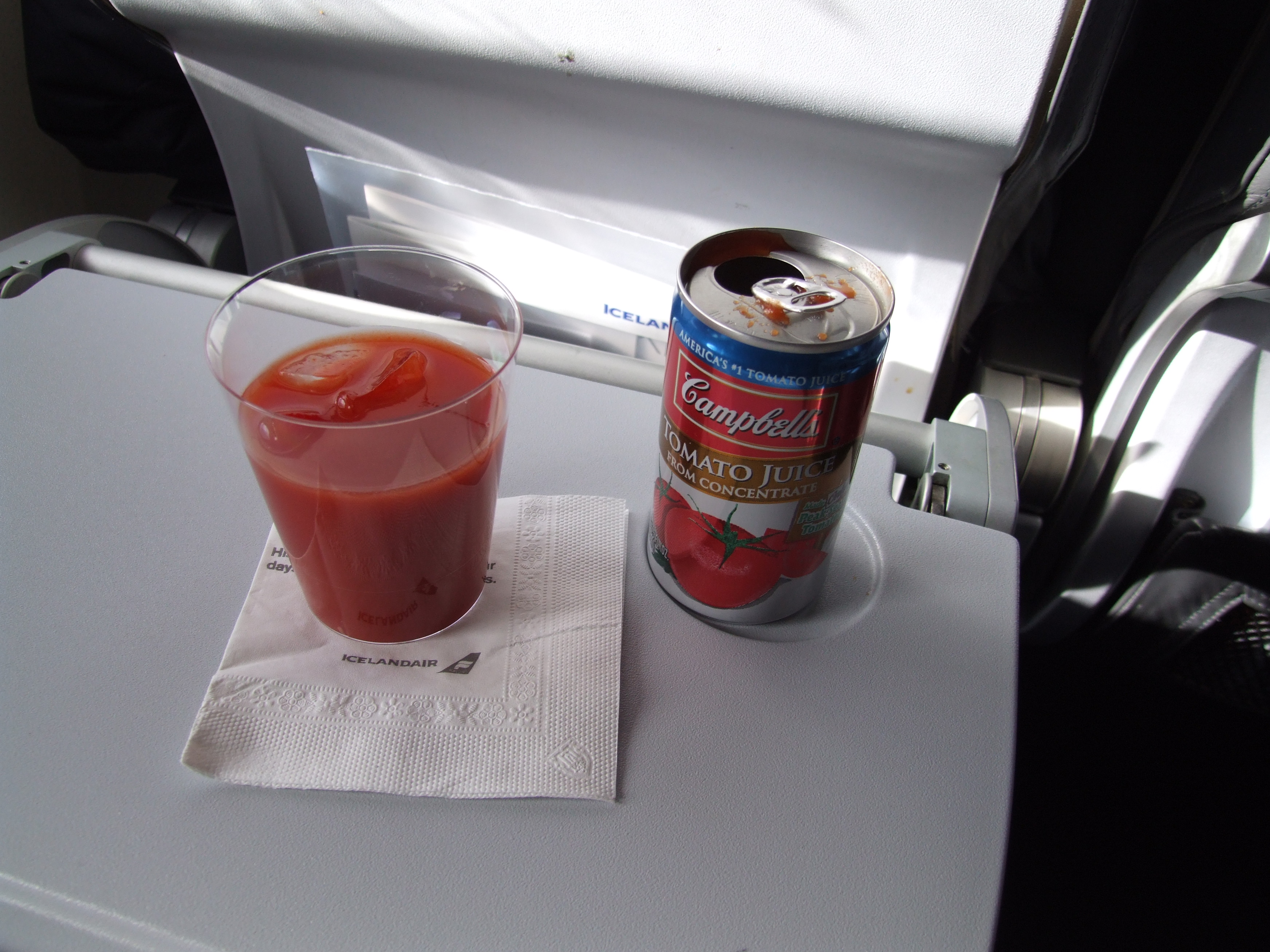
飛行機内で提供されたトマトジュース

そのまま飲むのが基本的で一般的である。米国で特に朝食時などに飲む飲み方が普及した。手軽なトマトスープとして使われたり、煮込料理の材料などとしても使われる。
他にもカクテルの材料とする使い方もある（ブラッディ・マリーや、ビールと混ぜる飲料レッド・アイなど）。

## 歴史
世界で初めてトマトジュースの製品化に成功したのは米国のLibby, McNeill & Libby リビー=マクニール&リビー社で1923年のことであった。しかしこの時のトマトジュースは色が茶色く、消費者に受け入れられなかった。1929年に同社がトマトジュースの圧縮製法を開発し、真っ赤な色のトマトジュースが発売されると消費者に受け入れられ、朝食時の飲み物として米国の家庭に定着した。
日本
日本では1933年に愛知トマト（後のカゴメ）が最初にトマトジュースを発売した。国産第一号のトマトジュースは、トマトジュースというものを知らない人達に飲んでもらうために糖分を加え甘くしたものであった。しかし日本ではあまり普及せず、1941年に戦争の影響もあり製造は中止された。
第二次世界大戦直後にトマトジュースは米国の放出物資として学校給食に取り入れられた。1949年には愛知トマトが製造を再開すると、日本への欧米風食文化の浸透と相まって首都圏を中心に徐々にトマトジュースは普及し、長野トマトやイカリソースといった国産メーカーが相次いでトマトジュースを発売した。さらに1963年にはデルモンテがキッコーマンと提携し日本市場に進出した。
日本でのトマトジュースの出荷量は、190g缶×24本1ケース換算で1951年に年間5000ケースだったが、1964年には年間120万ケースに達した。トマトジュース缶の内部の錫が溶出し中毒事件が1969年に起きると一時的に消費が落ち込んだが、すぐに需要は回復した。
ただし日本の現状としては、野菜ジュース、その中でも主に飲み易さを重視した野菜・果実ミックスジュースの普及により、販売は減少傾向にある。

## 分類と成分
一般に調味料として塩が使われており、塩が入っているかどうかで、「有塩」（加塩）と「無塩」（食塩無添加）に分かれる。
リコピン（リコペン）を多く含む。繊維質のために少しどろりとしているがネクターほどではない。
トマトジュースには生命活動を維持する上で重要な成分であるカリウムが豊富であり、日本で販売されているトマトジュースには100gあたりおよそ250mg程度含まれる。カリウムは食塩などの摂取により体内に増えすぎたナトリウムを体外に排出する作用がある。
また、トマトジュースに含まれるナトリウムの量はカリウムの含有量に比べると塩を含んだものでもその半分程度のため、汗や尿などによりカリウムと同じ量のナトリウムも排出されることを考えると、必ずしも無塩のトマトジュースにこだわる必要はない。
カリウムの摂取目安量は厚生労働省発表日本人の食事摂取基準2005年度版によれば、成人ではおよそ1日2000mgであり、生活習慣病予防の観点から、2005年4月の厚生労働省「日本人の食事摂取基準」生活習慣病予防の観点からみた望ましい摂取量では3500mg/日となっており積極的に摂取したいミネラルであるが、腎機能低下などでカリウム制限のある場合は1日の目安量が1500mgあるいはそれ以下に制限される場合がある。

## 製造
世界的に見るとデルモンテ、キャンベル、モッツなどの製造量が多い。日本のメーカーではカゴメが老舗であり、上述のように「デルモンテ」ブランドでも製造・販売の歴史が長い。他にも長野トマトやキリンビバレッジなども。また近年は日本各地で、有機栽培によるトマトを使用するなど、付加価値をつけた少量生産のトマトジュースが出荷されている。
果汁100%以外
果汁100%の製品が一般的であるが、飲み易さを狙って、1976年には日本コカ・コーラがHi-Cトマトという、より飲みやすい果汁70%のトマトドリンクとして、今までトマトジュースを飲まなかった層を狙った製品を発売した。これは消費者には受け入れられず、1983年に同社はトマトジュース市場から撤退しているが、トマトに砂糖を掛けて食べる習慣のある韓国等ではこうしたトマトジュースが定着している。日本では現在もアサヒ飲料などが果汁90%で甘味をつけたトマトジュースを製造している。

## トマトジュースを題材にした楽曲
- 夜更けのトマトジュース - 吉川忠英
- トマトジュースで追いかえすのかい - 大塚博堂・梓みちよ
- トマトジュース乾杯!!（Viva la Pappa col Pomodoro 〔Rita Pavone〕） - レコードジャケットにカゴメのトマトジュースプレゼントの応募券がついていた。
- トマト・イッパツ - スペクトラム